# ويليام إم. فيهان
ويليام إم. فيهان (بالإنجليزية: William M. Feehan)‏ هو عسكري أمريكي، ولد في 29 سبتمبر 1929، وتوفي في 11 سبتمبر 2001 في مركز التجارة العالمي في الولايات المتحدة.